# Lista do Patrimônio Mundial na Nicarágua
A Organização das Nações Unidas para a Educação, a Ciência e a Cultura (UNESCO) propôs um plano de proteção aos bens culturais do mundo, através do Comité sobre a Proteção do Património Mundial Cultural e Natural, aprovado em 1972. Esta é uma lista do Patrimônio Mundial existente na Nicarágua, especificamente classificada pela UNESCO e elaborada de acordo com dez principais critérios cujos pontos são julgados por especialistas na área. A Nicarágua, um pequeno país da América Central de intenso legado cultural maia, ratificou a convenção em 17 de dezembro de 1979, tornando seus locais históricos elegíveis para inclusão na lista.
O sítio Ruínas de León Viejo foi o primeiro local de El Salvador incluído na lista do Patrimônio Mundial da UNESCO por ocasião da 24ª Sessão do Comitè do Património Mundial, realizada em Cairns (Austrália) em 2000. Desde a mais recente adesão à lista, a Nicarágua totaliza 2 sítios classificados como Patrimônio da Humanidade, sendo ambos de classificação Cultural.

## Bens culturais e naturais
A Nicarágua conta atualmente com os seguintes lugares declarados como Patrimônio da Humanidade pela UNESCO:
| | Ruínas de León Viejo |
| Bem cultural inscrito em 2000. |                      |
| Localização: León |                      |
| León Viejo é um dos mais antigos assentamentos coloniais espanhóis nas Américas. As ruínas desta cidade, que nunca conseguiu desenvolver-se, são um testemunho excepcional das estruturas económicas e sociais do império espanhol no século XVI. O local oferece imensas possibilidades para escavações arqueológicas. (UNESCO/BPI) |                      |

| | Catedral de León |
| Bem cultural inscrito em 2011. |                  |
| Localização: León |                  |
| Foi construída entre 1747 e o início do século XIX com projetos do arquiteto guatemalteco Diego José de Porres Esquivel. Expressa a transição da arquitetura barroca para a neoclássica e seu estilo pode ser considerado eclético. A catedral caracteriza-se pela sobriedade da sua decoração interior e pela abundância de luz natural. A abóbada do santuário apresenta uma ornamentação muito rica. A catedral possui importantes obras de arte em seu interior, incluindo um altar flamengo e pinturas das 14 estações da Via Crucis do artista nicaraguense Antonio Sarria no final do século XIX e início do século XX. (UNESCO/BPI) |                  |

## Lista Indicativa
Em adição aos sítios inscritos na Lista do Patrimônio Mundial, os Estados-membros podem manter uma lista de sítios que pretendam nomear para a Lista de Patrimônio Mundial, sendo somente aceitas as candidaturas de locais que já constarem desta lista. Desde 2003, a Nicarágua conta com 5 locais na sua Lista Indicativa.
| Sítio                                    | Imagem | Localização        | Ano  | Dados UNESCO | Descrição |
| ---------------------------------------- | ------ | ------------------ | ---- | ------------ | --- |
| Forte da Imaculada Conceição             |        | Río San Juan       | 1995 | Misto: (vi)  | O Forte da Imaculada Conceição foi construído em meados do século XVII nos limites da Reserva Ecológica de Indio Maíz, uma Reserva da biosfera da UNESCO, como parte de uma linha defensiva hispânica contra ataques constantes de piratas. A fortaleza propiciou o crescimento de um povoado de aproximadamente 1000 habitantes em um promontório do rio San Juan entre o Lago Nicarágua e o Mar do Caribe e foi de extrema importância para a defesa da Província da Nicarágua contra os interesses da Coroa Inglesa. |
| Reserva natural de Cayos Miskitos        |        | Costa Caribe Norte | 1995 | Natural      | Cayos Miskitos é uma reserva natural em uma área insular e uma área continental que abriga uma variedade de recifes de coral e vegetações tropicais úmidas que servem de habitat para espécies em perigo de extinção, como o crocodilo-americano (Crocodylus acutus) e tartarugas-verdes (Chelonia mydas). |
| Reserva da Biosfera Bosawás              |        | Jinotega           | 1995 | Natural      | Bosawás representa a maior área protegida de florestas tropicais úmidas e de altitude compondo uma área ininterrupta de florestas em conjunto com Honduras. A região abriga uma grande quantidade de espécies endêmicas e numerosas espécies medicinais já utilizadas pelas três etnias indígenas que habitam a área (Rama, Mayangna e Misquitos). |
| Parque Nacional do Vulcão Masaya         |        | Masaya             | 1995 | Natural      | O Parque Nacional de Masaya é centrado em um complexo vulcão de três crateras conjuntas alimentadas por uma caldeira maior. O vulcão está em constante atividade e apresenta escoadas lávicas em datas alternadas que testemunham o processo sucessional da floresta estacional circundante. Por sua relevância geológica e ecológica, o Masaya é comparável ao Kilauea do Havaí. |
| Cidade de Granada e sua paisagem natural |        | Granada            | 2003 | Cultural     | Fundada em 1524, Granada é uma das mais antigas cidades coloniais hispânicas sendo uma das únicas que ainda se erguem sobre sua localização original. Situada às margens do Lago Nicarágua, a cidade é cercada por uma paisagem de arquipélagos, florestas tropicais e vulcões que exerceram importante influência na sua evolução histórica. O centro urbano de Granada reúne uma série de edificações e monumentos que ilustram o apogeu econômico e cultural hispano-americano do século XVI ao século XIX.          |